# Rasière
Die Rasière, auch Raziere, war ein französisches Volumenmaß. Als Maß für Getreide machte Hafer immer eine Ausnahme. Abweichende Werte im Geltungsbereich kennzeichneten die Rasière. Im mit den Niederlanden vereinigten Belgien wurden diese Maße 1816 eingeführt. Jeder hatte eigene Begriffe für die französischen Maße. In Belgien wurde das Maß per Gesetz vom 18. Juni 1836 mit neuen französischen Maßen verbindlich. Die Rasière wurde durch Hektoliter ersetzt.
- Brüssel (Königreich Belgien)
  - 1 Rasière (Getreide ohne Hafer) = 4 Quartiers = 4 Viertel = 16 Picotins = 2458,03 Pariser Kubikzoll = 48,758 Liter
  - 1 Holster = ½ Rasière
  - 1 Rasière (Hafer) = 19 Lot/Gelte = 2594,59 Pariser Kubikzoll = 51,467 Liter
  - 1 Sack Roggen = 5 Rasière
  - 1 Rasière (Salz) = 9 Lot = 1229,015 Pariser Kubikzoll = 24,379 Liter
  - 1 Rasière Salz = ½ Rasière Getreide

- Antwerpen
  - 1 Rasière = 1 Viertel = 4 Mucken = 56 Pots = 4014,2 Pariser Kubikzoll = 79,627 Liter
  - 1 Rasière (Hafer) = 70 Pots = 5017,8 Pariser Kubikzoll = 99,53 Liter (Hafer-Rasière)
    - Das Pot hatte 1,4219 Liter

  - 1 Last = 37 ½ Rasière